# Richard Ayoade
Richard Ellef Ayoade (Hammersmith, Londres, 23 de mayo de 1977) es un actor, cómico, guionista y director inglés conocido por interpretar a Maurice Moss en la serie The IT Crowd (Los informáticos).

## Biografía
Ayoade es hijo único, de madre noruega y padre nigeriano. Estudió en St. Joseph's College en Ipswich, Suffolk y más tarde en St Catharine's College, Cambridge; donde ganó el premio Martin Steele por producir teatro. Llegó a ser presidente del prestigioso club dramático Footlights de la universidad de Cambridge entre 1997 y 1998. Durante aquella época actuó y escribió varios espectáculos.

### Televisión

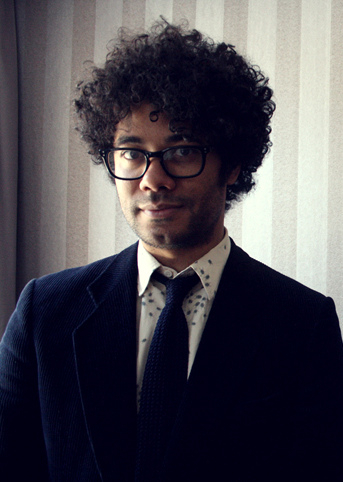
Richard Ayoade en el Soho Hotel de Londres en 2011.

Él y Matthew Holness escribieron Garth Marenghi's Fright Knight, que fue representada en 2000. En 2004 su personaje, Dean Learner, fue llevado al Channel 4 en la serie Garth Marenghi's Darkplace; la cual dirigió, además de aparecer como actor.
En 2001 Ayoade actuó en la radio-serie The Boosh, que más tarde pasó a Channel 4, aunque solo actuó en el piloto, siendo sustituido por su antiguo compañero en Garth Marenghi's Darkplace y futuro coprotagonista en The IT Crowd, Matt Berry. Más tarde volvió para actuar la segunda y tercera temporada.
En The IT Crowd interpreta al genio informático e inepto social Maurice Moss; actuación por la cual ganó el premio a mejor actor del festival de Monte-Carlo. Además Ayoade iba a interpretar al mismo personaje en la versión norteamericana y se grabó el piloto, pero la serie no salió adelante. Con este personajes, se hizo con el BAFTA a la mejor interpretación cómica masculina de 2013.
Desde 2013, presenta la serie británica Gadget Man en Channel 4, en la que ya es su tercera temporada en antena.

### Videoclips
Richard Ayoade ha dirigido videos musicales para Arctic Monkeys ("Fluorescent Adolescent", "Crying Lightning" y "Cornerstone"), Super Furry Animals ("Run Away", protagonizado por Matt Berry), The Last Shadow Puppets ("Standing Next To Me" y "My Mistakes Were Made for You"), Vampire Weekend ("Oxford Comma" y "Cape Cod Kwassa Kwassa"), Kasabian ("Vlad the Impaler", protagonizado por Noel Fielding), y Yeah Yeah Yeahs ("Heads Will Roll").
Además en 2007 dirigió el DVD At the Apollo del concierto que Arctic Monkeys dieron en el teatro Apollo de Mánchester. Este fue preestrenado en cines Vue por todo Reino Unido durante octubre de 2008 y publicado al mes siguiente, ganando ese mismo año el premio a mejor DVD de los premio NME.

### Otros trabajos
Ayoade dirigió, escribió e interpretó junto a Matt Berry AD/BC: A Rock Opera, en el canal BBC Three.
Hizo comedia «stand-up» (comediante en vivo) durante poco tiempo en The Stand Up Show en BBC1.
Ayoade trabajó en la adaptación del libro de Joe Dunthorne, Submarine, para el cual escribió el guion y también dirige el film que empezó a rodarse en octubre de 2009. El elenco cuenta con Michael Sheen y Paddy Considine.
Además participa en la última película de Paul King, Bunny and the Bull, donde interpreta a un aburrido guía de museo. En 2012 tuvo un papel protagónista en la comedia Vecinos cercanos del 3.º tipo (The Watch).
Dirige y participa en el guion de la película The Double, adaptación de la novela de Fiódor Dostoyevski, con actores como Jesse Eisenberg y Mia Wasikowska; donde narra el encuentro de un empleado insulso con una persona idéntica a él, pero de carácter totalmente distinto.

## Vida personal
El 8 de septiembre de 2008 se casó con la actriz Lydia Fox, hija del actor británico James Fox.

## Filmografía

### Cine
| Año  | Título                              | Papel                | Notas |
| ---- | ----------------------------------- | -------------------- | --- |
| 2003 | Hello Friend                        | Computer man         | Cortometraje |
| 2004 | The Life and Death of Peter Sellers | Fotógrafo de boda    | |
| 2005 | Festival                            | Dwight Swan          | |
| 2008 | At the Apollo                       | —                    | Director; Película concierto |
| 2009 | Bunny and the Bull                  | Museum Curator       | |
| 2010 | Submarine                           | —                    | Director y guionista British Independent Film Award for Best Screenplay Palm Springs International Film Festival Directors to Watch Award Giffoni Film Festival Award for Best Film Nominado—BAFTA Award for Outstanding Debut by a British Writer, Director or Producer Nominado—London Film Critics' Circle Award for Breakthrough British Filmmaker Nominado—Evening Standard British Film Award for Most Promising Newcomer Nominado—Writers' Guild of Great Britain Award for Best Film Screenplay |
| 2012 | The Watch                           | Jamarcus             | |
| 2013 | The Double                          | —                    | Director y guionista Nominado—London Film Festival Award for Best Film Nominado—Black Reel Award for Best Foreign Film Nominado—Tallinn Black Nights Film Festival Grand Prize Nominado—Tokyo International Film Festival Grand Prix |
| 2014 | The Boxtrolls                       | Mr. Pickles          | Voz |
| 2017 | Paddington 2                        | Investigador Forense | |
| 2018 | Early Man                           | Treebor              | Voz |
| 2019 | The Souvenir                        | Patrick              | |
| 2020 | Soul                                | Jerry                | Voz |
| 2021 | The Souvenir Part II                | Patrick              | |
| 2021 | La vida electrizante de Louis Wain  | Henry Wood           | |
| 2022 | Los tipos malos                     | Profesor Marmalade   | |

### Televisión
| Año             | Título                                 | Papel                      | Notas                                                                                 |
| --------------- | -------------------------------------- | -------------------------- | ------------------------------------------------------------------------------------- |
| 2003–2007       | The Mighty Boosh                       | Saboo                      | 5 episodios; guionista del episodio: "The Chokes"                                     |
| 2004            | Garth Marenghi's Darkplace             | Dean Learner/Thornton Reed | 6 episodios; guionista y director                                                     |
| 2004            | AD/BC: A Rock Opera                    | Joseph                     | Especial de televisión; director y guionista                                          |
| 2005            | Nathan Barley                          | Ned Smanks                 | 6 episodios                                                                           |
| 2006            | Man to Man with Dean Learner           | Dean Learner               | 6 episodios; creador, guionista y productor                                           |
| 2006            | Time Trumpet                           | Él mismo                   | 6 episodios                                                                           |
| 2006            | Snuff Box                              | Presentador                | 2 episodios                                                                           |
| 2006–2010, 2013 | The IT Crowd                           | Maurice Moss               | 25 episodios British Academy Television Award for Best Male Comedy Performance (2014) |
| 2011            | Community                              | —                          | Episodio: "Critical Film Studies"                                                     |
| 2011            | Crooked Man                            | —                          | Capítulo especial; director                                                           |
| 2012–2014       | Noel Fielding's Luxury Comedy          | Various roles              | 6 episodios                                                                           |
| 2012            | Full English                           | Edgar (voz)                | 6 episodios                                                                           |
| 2013–presente   | Strange Hill High                      | Templeton (voz)            | 26 episodios                                                                          |
| 2013–presente   | Gadget Man                             | Presentador                | 14 episodios                                                                          |
| 2013            | Was It Something I Said?               | Él mismo                   | 8 episodios                                                                           |
| 2015            | Travel Man                             | Presentador                | 4 episodios                                                                           |
| 2015            | The Vicar of Dibley                    | Bernard                    | Capítulo: "The Bishop of Dibley"                                                      |
| 2015-2016       | Danger Mouse                           | Snowman                    | 4 episodios                                                                           |
| 2015–2019       | Travel Man                             | Presentador                | 39 episodios                                                                          |
| 2017–2018       | Neo Yokio                              | Varios (voz)               | 4 episodios                                                                           |
| 2017–presente   | The Crystal Maze                       | Presentador                | 36 episodioss                                                                         |
| 2018–presente   | Apple & Onion                          | Onion (voz)                | 26 episodios*                                                                         |
| 2019–presente   | Moominvalley                           | The Ghost (voz)            |                                                                                       |
| 2019–2020       | The Mandalorian                        | Q9-0 [Zero] (voz)          | 2 episodios                                                                           |
| 2020            | 66.º British Academy Television Awards | Presentador                | Gala de premios                                                                       |
| 2024            | Dream Productions                      | Xeni (voz)                 | 4 episodios                                                                           |

### Vídeoclips (como director)
| Año  | Artista                 | Canción                                                           |
| ---- | ----------------------- | ----------------------------------------------------------------- |
| 2007 | Arctic Monkeys          | "Fluorescent Adolescent"                                          |
| 2007 | Super Furry Animals     | "Run Away"                                                        |
| 2008 | Vampire Weekend         | "Oxford Comma"                                                    |
| 2008 | The Last Shadow Puppets | "Standing Next to Me"                                             |
| 2008 | The Last Shadow Puppets | "My Mistakes Were Made for You"                                   |
| 2008 | Vampire Weekend         | "Cape Cod Kwassa Kwassa"                                          |
| 2009 | Kasabian                | "Vlad the Impaler"                                                |
| 2009 | Arctic Monkeys          | "Crying Lightning"                                                |
| 2009 | Arctic Monkeys          | "Cornerstone"                                                     |
| 2009 | Yeah Yeah Yeahs         | "Heads Will Roll"                                                 |
| 2016 | Radiohead               | "Tinker Tailor Soldier Sailor Rich Man Poor Man Beggar Man Thief" |
| 2018 | The Breeders            | "Spacewoman"                                                      |